# Een teken
Een teken is een lied van de Nederlandse zangeres Froukje. Het werd in 2021 als single uitgebracht en stond in 2022 als vijfde track op de ep Uitzinnig.

## Achtergrond
Een teken is geschreven door Froukje Veenstra en geproduceerd door Palm Trees. Het is een nederpoplied waarin de liedverteller vraagt om een teken of haar romantische gevoelens voor haar geliefde ook wederzijds zijn. Volgens de zangeres zelf gaat het lied over bang zijn en om lief te hebben. Het is ten opzichte van eerdere singles een meer ingetogener lied met weinig instrumentale begeleiding.
In de bijbehorende videoclip is de zangeres te zien met een ander persoon in hetzelfde huis, maar ze hebben geen contact met elkaar. Op de B-kant van de single staat een instrumentale versie van het lied. De single heeft in Nederland de gouden status.

## Hitnoteringen
De zangeres had bescheiden succes met het lied. Het kwam in de Single Top 100 tot de 65e plaats en stond twee weken in de lijst. Er was geen notering in de Nederlandse Top 40, maar het kwam tot de vierde plaats van de Tipparade.

### NPO Radio 2 Top 2000
| Nummer met noteringen in de NPO Radio 2 Top 2000 | '22  | '23  | '24 |
| ------------------------------------------------ | ---- | ---- | --- |
| Een teken                                        | 1098 | 1147 | 957 |

1. ↑  Een vetgedrukt getal geeft de hoogste notering aan.
2. ↑  2022 was het eerste jaar met een notering voor dit nummer.